# Barraba

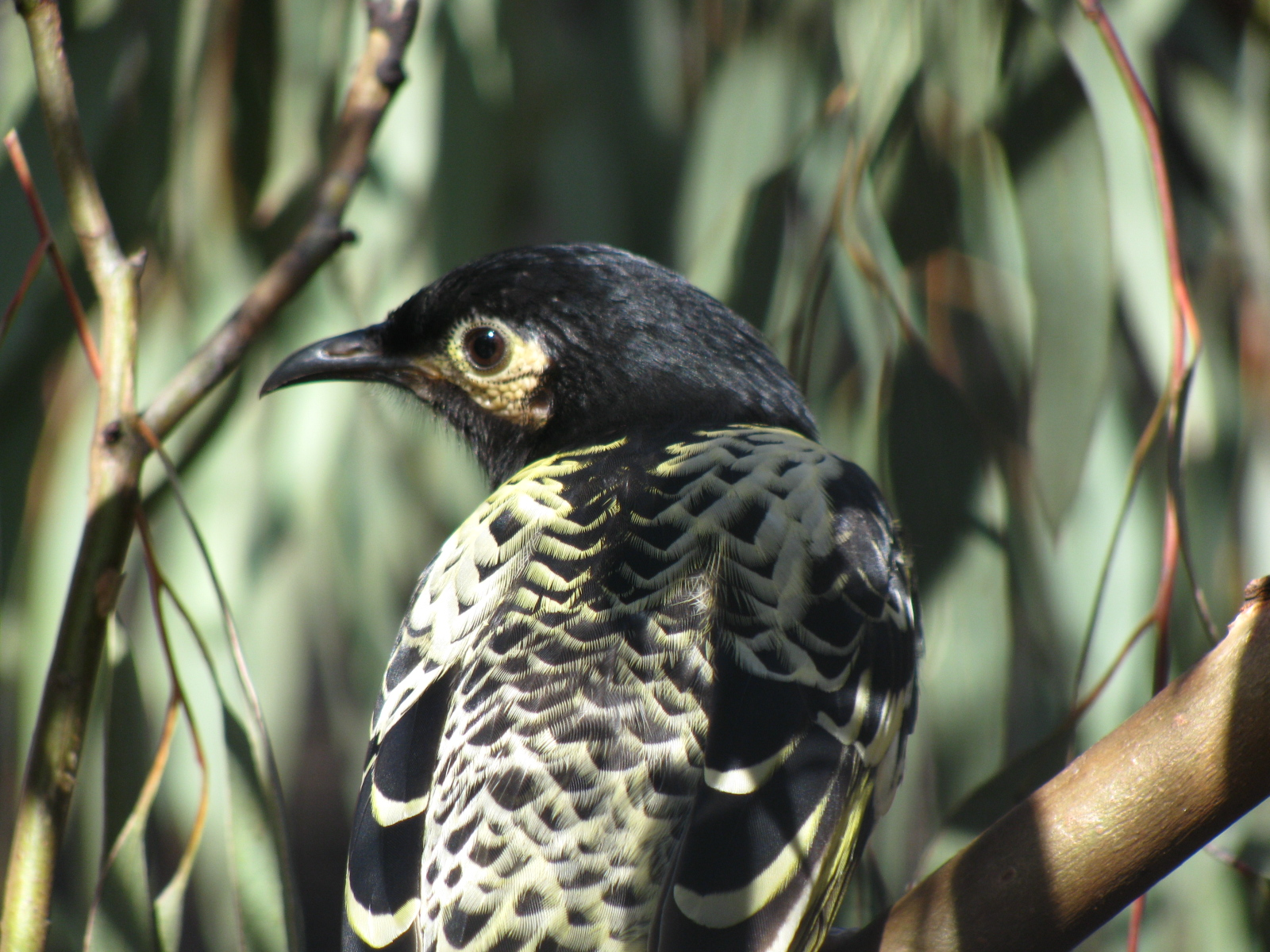
regenthonungsfågel (Anthochaera phrygia)

Barraba (uttala: BÄ-rä-ba) är en by i New England-regionen i New South Wales i Australien. Tidigare var byn den huvudsakliga byn i Barraba Shire-kommunen, men både byn och dess kommun slogs samman in i Tamworth Regional Council-kommunen 2004. Barraba är i det Viktiga området för fåglarna i Bundarra och Barraba som skyddar livsmiljön för den hotade regenthonungsfågel (Anthochaera phrygia).
Barraba ligger 477 km nordväst om Sydney, 548 km sydväst om Brisbane och 90 km norr om Tamworth, som är den närmaste stora staden. Floden Manilla rinner bredvid byn. Barraba är på turistvägen Prospektors väg (på engelska: Fossickers Way) och byn ligger i Nandewar-bergskedjan på 500 meters höjd.

## Historia
Inhemska australier, Kamilaroi(eller Gamilaraay)-folket, bodde i distriktet före européernas ankomst. Den första européen i distriktet var utforskaren och botanikern Allan Cunningham, som nådde dit 1827. Den första gården i distriktet, Barraba Station, etablerades 1837 eller 1838. Platsen för den framtida byn kartlades 1852.
Under 1850-talet hjälpte upptäckten av guld tillväxten av bosättningen. Det första postkontoret öppnades 1856 och den första skolan öppnades 1861. Den första anglikanska kyrkan byggdes 1876 och den första banken öppnades också 1876. Det första hotellet, the Commerical Hotel, byggdes 1878 och domstolsbyggnaden byggdes 1881. Barraba kungordes officiellt en by 1885. Sjukhuset byggdes 1891 och metodistiska kyrkan byggdes 1898.
Lokal tidningen, The Barraba Gazette, började publicera 1900. Den katolska kyrkan byggdes 1906. Järnvägen nådde Barraba 1908 men det sista tåget reste till byn 1983 och järnvägen stängdes 1987. Connors Creek-dammen byggdes 1933 för att förbättra vattenförsörjningen till byn.

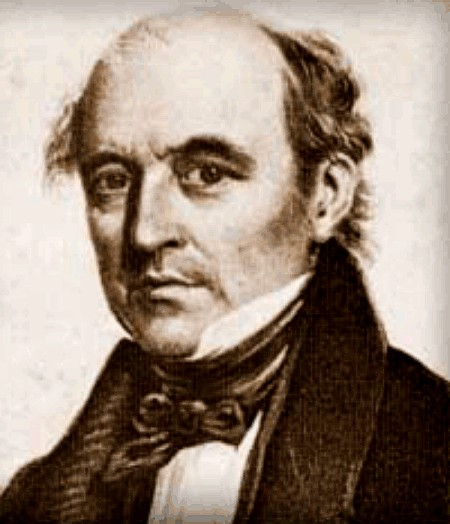
Allan Cunningham

## Gruvdrift

### Koppar
Koppar upptäcktes vid Gulf Creek 1889 och den första gruvan etablerades 1892. Gulf Creek ligger 22 km nordost om Barraba. En liten by etablerades med ett hotell, en skola och ett postkontor. Den här gruvan var den största koppargruvan i New South Wales 1901 och den lilla byn hade 300 invånare men gruvan stängdes på 1930-talet. Postkontoret öppnades 1897 men stängdes 1966. Den lilla byn övergavs.

### Asbest
Asbest gruvades från 1919 till 1983 vid Woodsreef, som var en liten by 15 km öster om Barraba. Gruvan utvidgades 1974. Gruvan producerade 500 000 t vit asbest. Den övergivna gruvan lämnade efter sig 75 000 000 t avfallsberg och 25 000 000 t asbest. Asbesthögen täcker 43 ha och är upp till 70 m hög.
En TV-rapport 2008 beskrev den växande oroen för att asbest skulle vara en hälsorisk för invånare och besökare. Stiftelsen för asbestsjukdomar i Australien (på engelska: The Asbestos Diseases Foundation of Australia) krävde att gruvplatsen måste rehabiliteras. Stiftelsen krävde också att allmänheten måste förbjudas att komma in på gruvplatsen. En offentlig grusväg korsade gruvplatsen tills vägen stängdes 2013. Den lilla byn övergavs.
Den statliga hälsovården genomförde en brådskande studie om möjlig skada på människors hälsa för samhället, men rapporten har ännu inte publicerats.

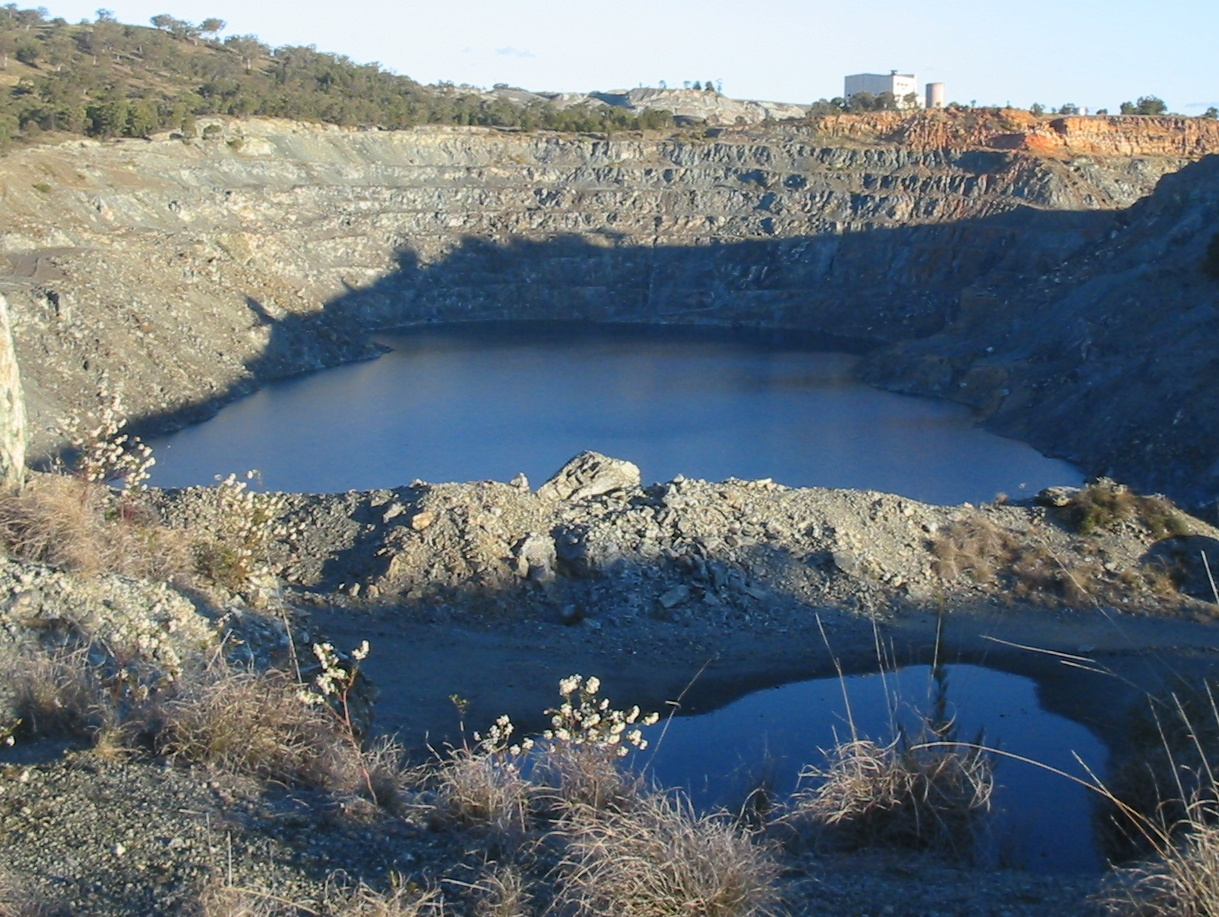
den övergivna asbestgruvan vid Woodsreef.

### Kiselgur
En kiselgruva etablerades 1982.

### Ädelmetaller och ädelstenar
Svavelkis, jaspis, granater, zeoliter, röd kvarts, gul kvarts och brun kvarts hittars i distriktet. Man kan också hitta fossil.

## Lantbruk
Köttdjur, merino och vete odlas i distrikten.

## Klimat
Barraba har varma och fuktiga somrar och vintrar som är kalla och torra. Den högsta registrerade temperaturen är 41,8 °C och den lägsta registrerade temperaturen är -9,4 °C. The average annual rainfall is 688.7 mm och den högsta registrerade dagliga nederbörden är 194,3 mm som föll den 25 februari 1955.

## Vattentillgång
Innan Split Rock-dammen byggdes extraherade byn sitt vatten från floden Manilla, bäcken Barraba och Connors Creek-dammen. När dessa källor minskades extraherade invånarna vatten från nödbrunnar.
Split Rock-dam byggdes 1988 och en rörledning från dammen till byn slutfördes 2015.

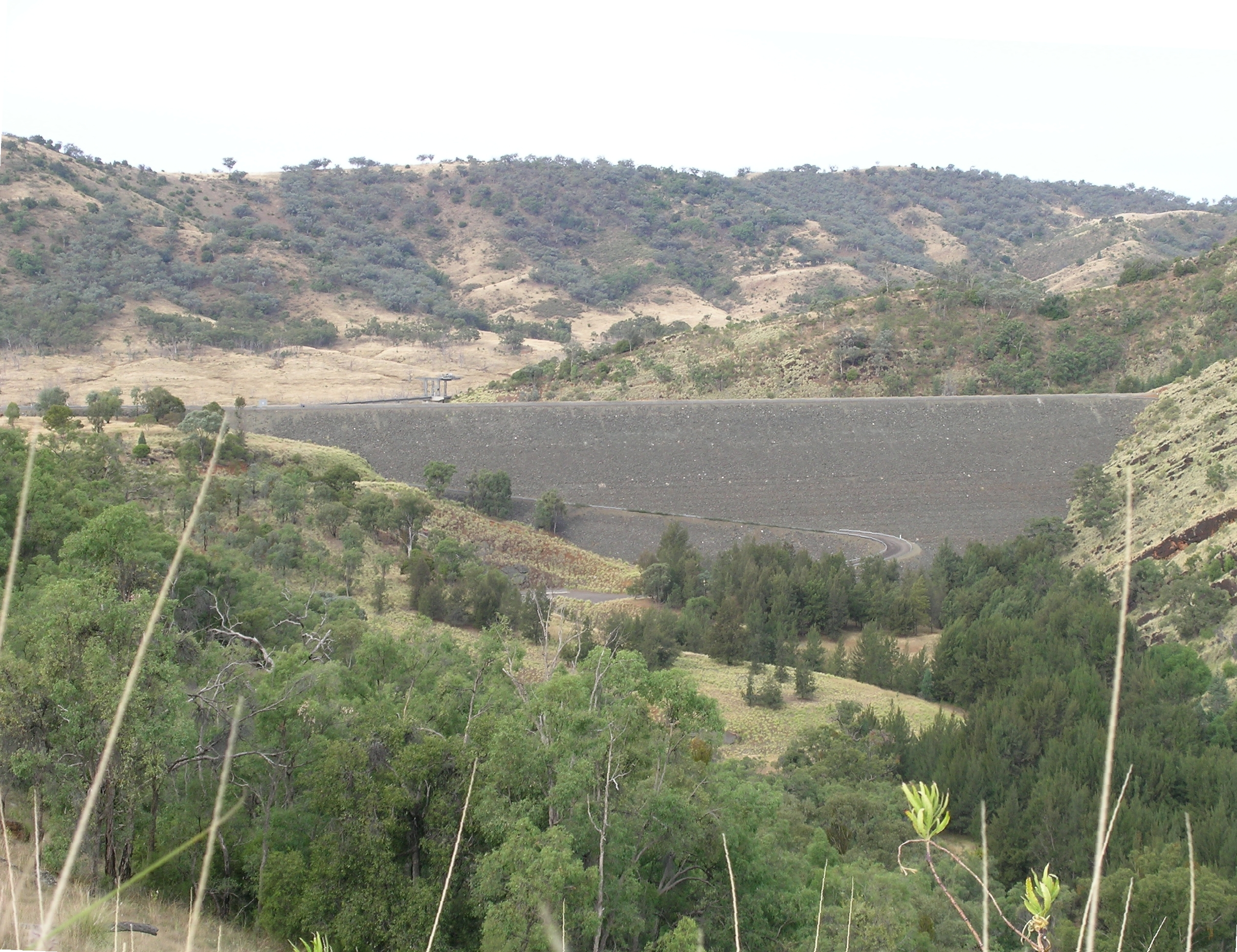
Split Rock-dammen

## Fotogalleri

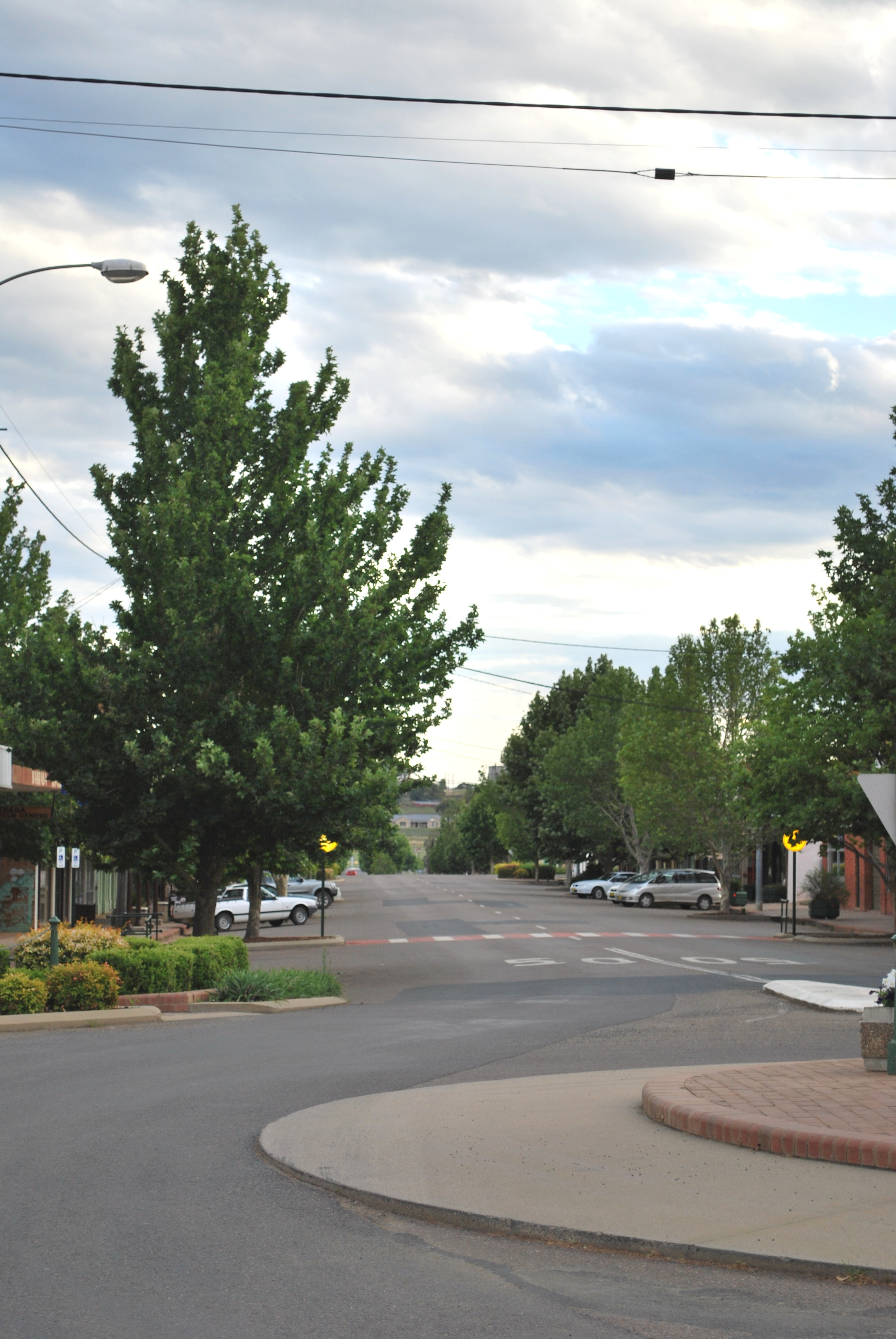
Queen Street är huvudgatan i Barraba
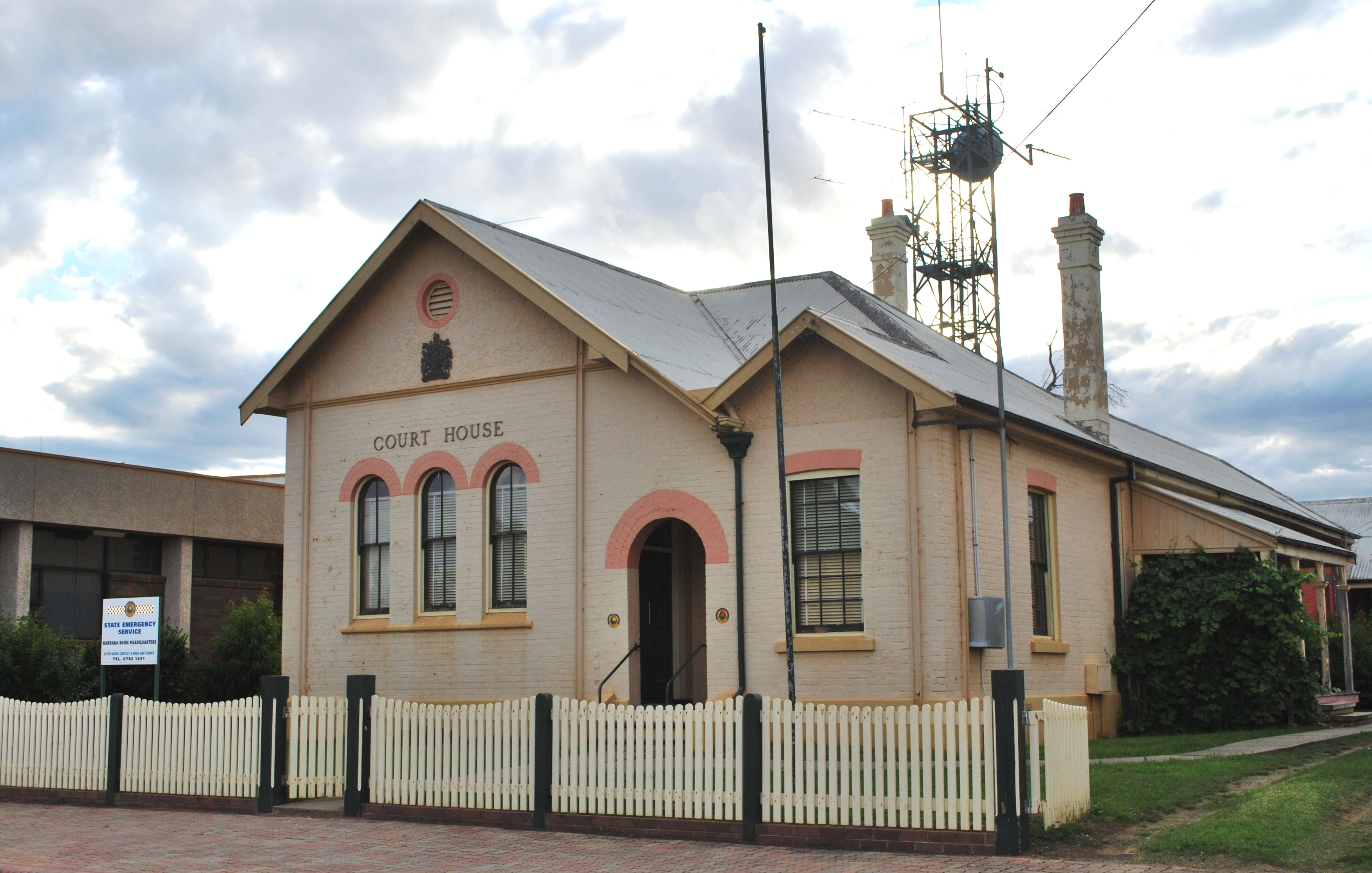
domstolsbyggnaden, Barraba
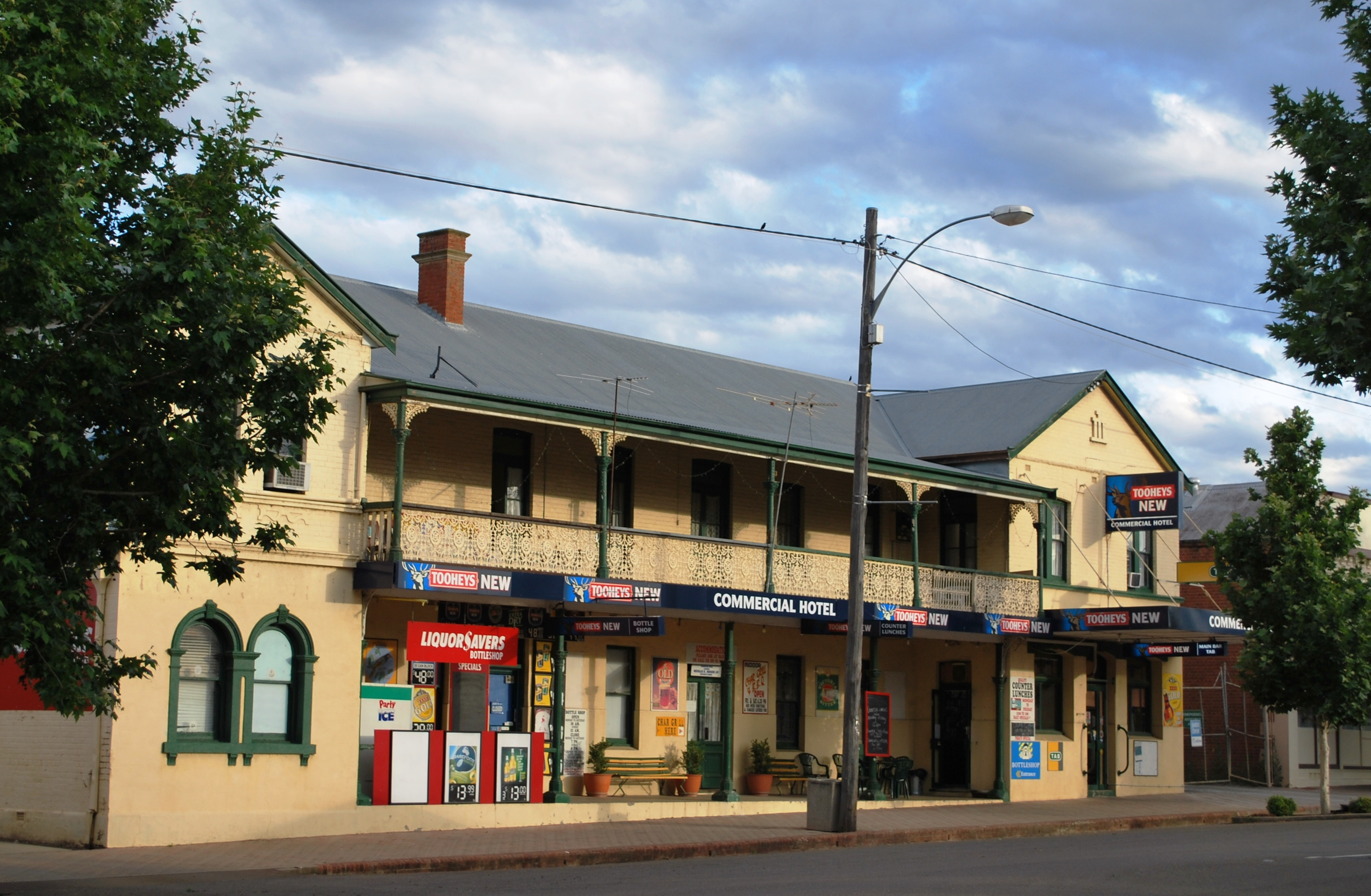
hotellet Commercial Hotel, Barraba
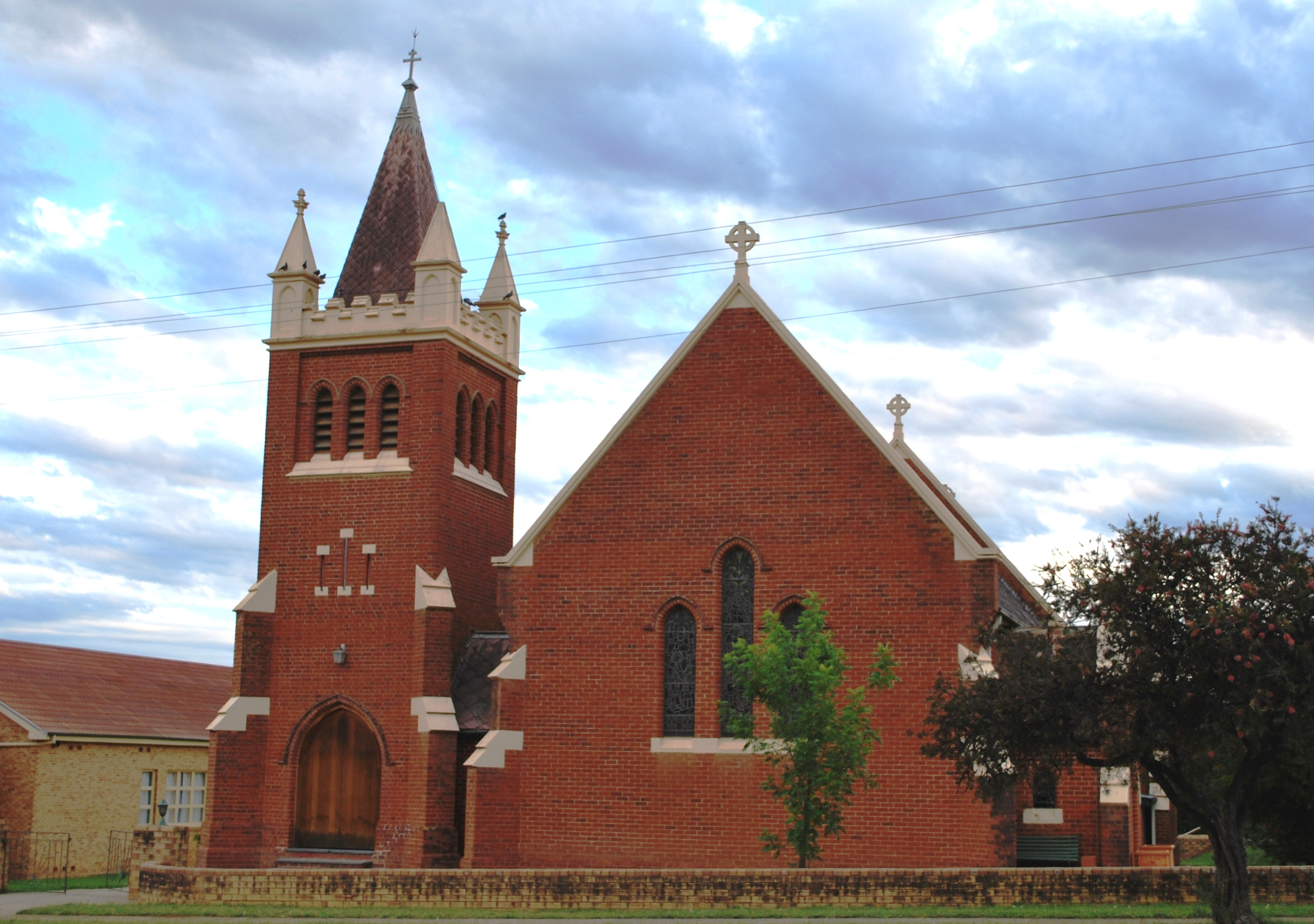
den anglikanska kyrkan, Barraba
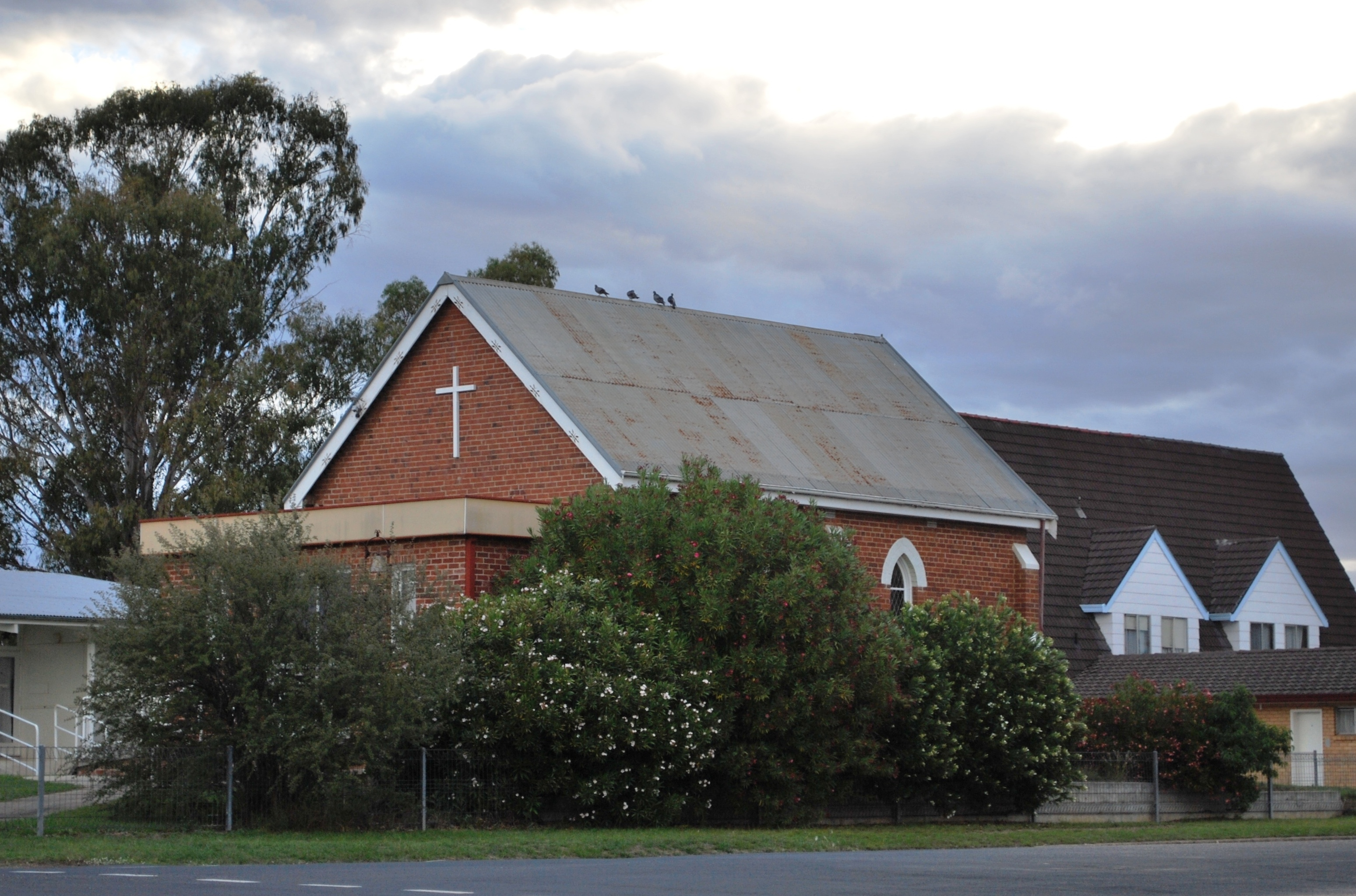
den metodistiska kyrkan, Barraba
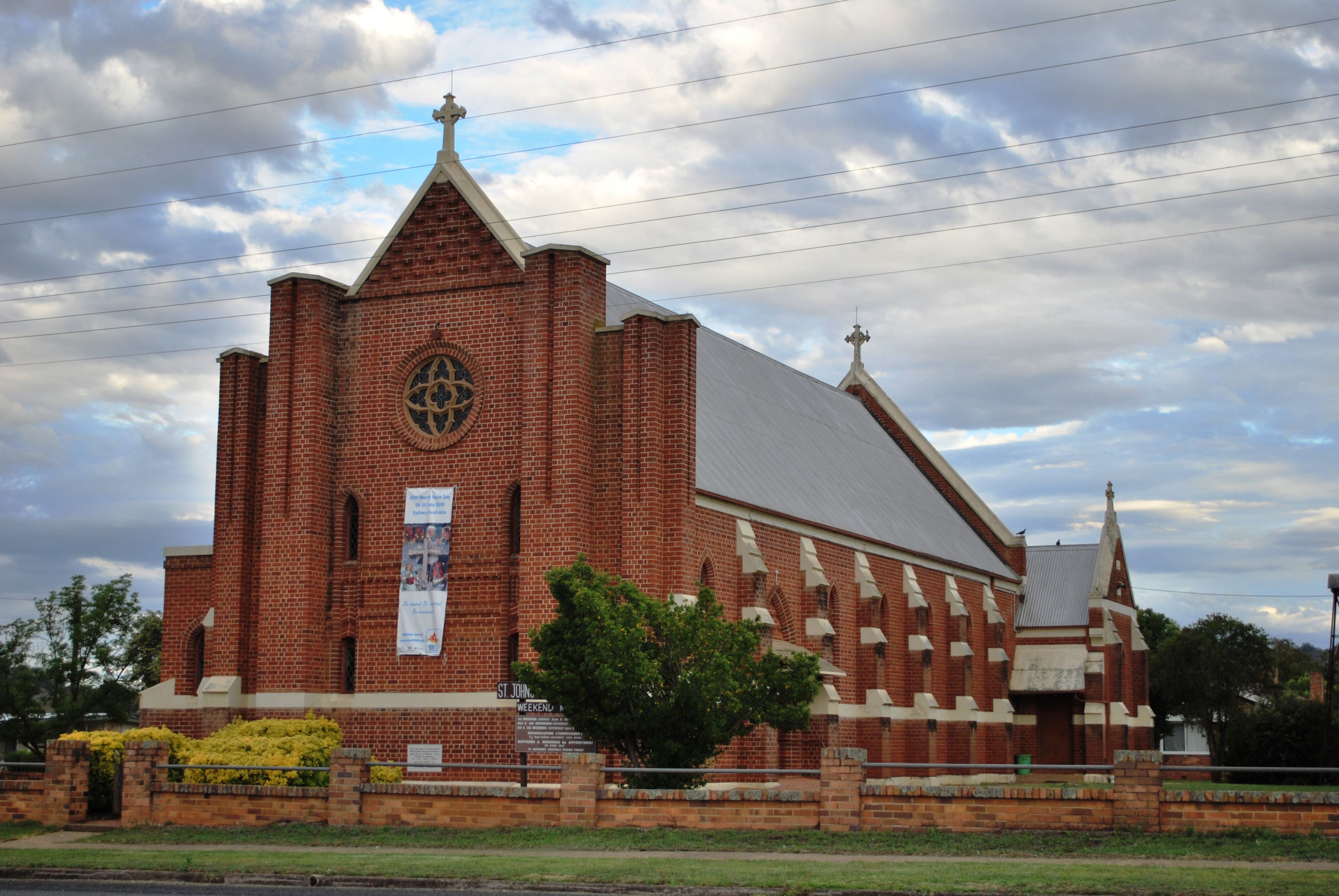
den katolska kyrkan, Barraba
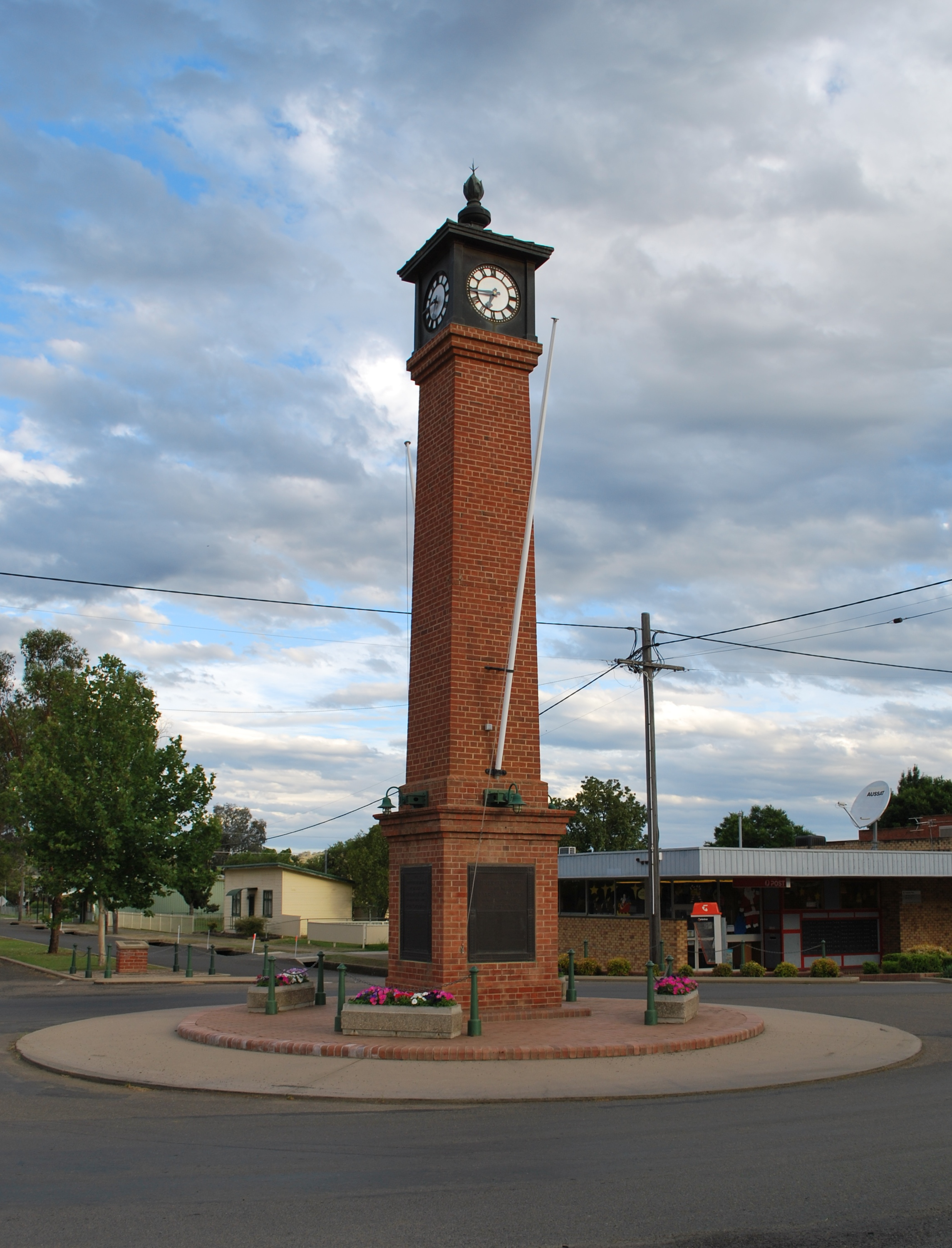
klocktornet, Barraba
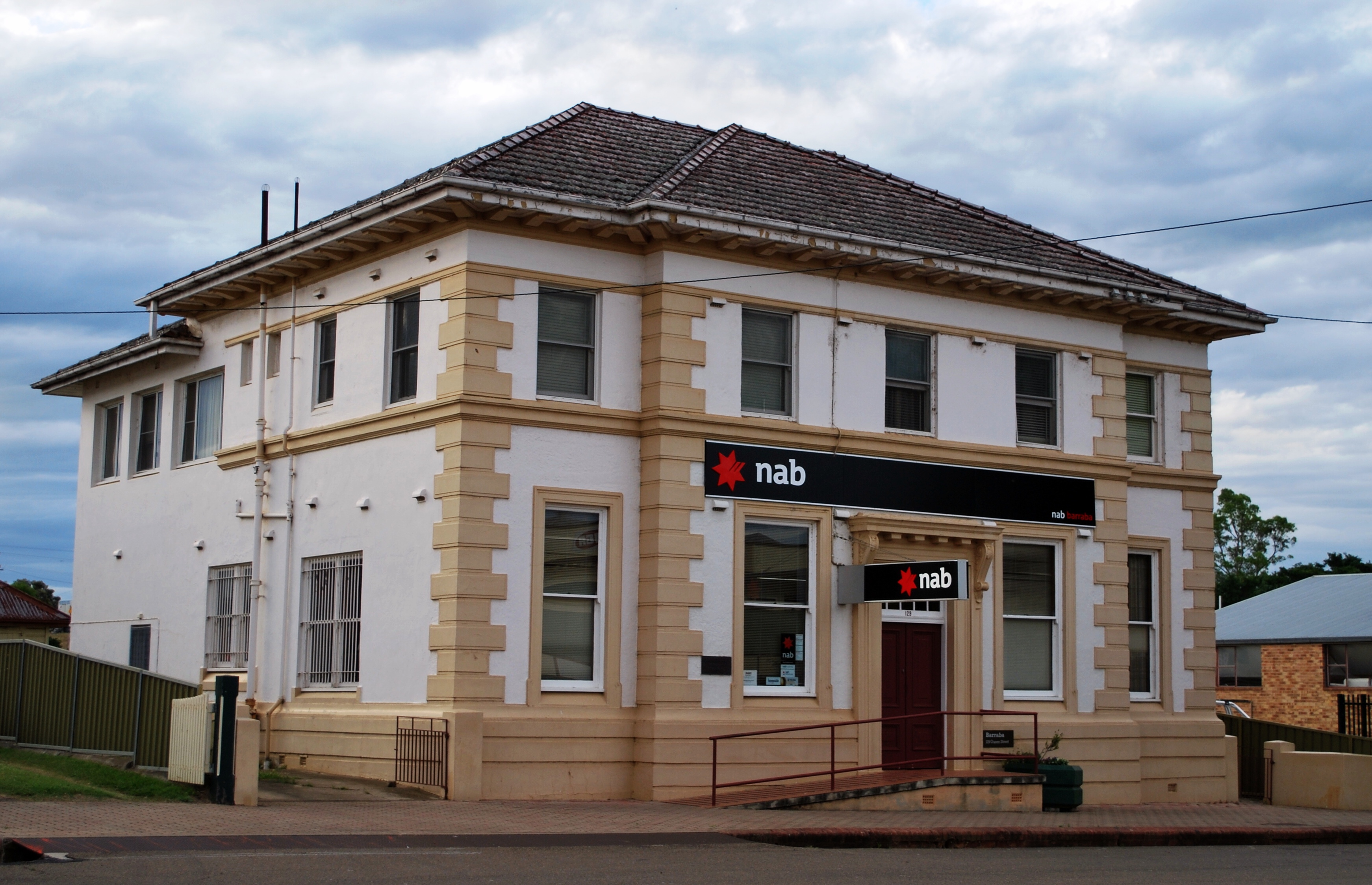
den första banken, Barraba